# 申景福
申景福（越南语：／；1030年—1077年）是越南李朝的一名將領。岱依族人。
申景福的祖先原姓甲，歷代都是越南北部甲峒一帶（今越南北江省夾地區）的岱依族部落首領，被封為桄榔州（今諒山省）知州。申景福與其祖宗三代都娶李朝公主為妻，遂成為駙馬。在1075年李朝攻打宋朝的戰爭中，申景福率軍扼守甲峒一帶。翌年，他率軍在決里隘、甲口隘阻擊郭逵所率宋朝軍隊的主力，然後藉助山林的地貌，使用遊擊戰的策略，逐漸消耗宋軍的糧餉物資。